# Санта-Клаус 2
«Са́нта-Кла́ус 2» (англ. The Santa Clause 2) — американская кинокомедия 2002 года. Продолжение фильма 1994 года «Санта-Клаус». Главные роли в фильме исполнили Тим Аллен и Элизабет Митчелл.

## Сюжет
Со времён первого фильма прошло восемь лет. Скотт Кэлвин (Тим Аллен) продолжает работать Санта-Клаусом. На подступах к очередному Рождеству герой вдруг открывает, что его сын Чарли растет хулиганом, а сам он согласно контракту обязан безотлагательно найти себе миссис Клаус, потому что холостой Санта — нарушение всех правил.
Заменив себя на игрушечного двойника, он возвращается домой в Америку, чтобы выполнить это дело и одновременно помочь Чарли. В итоге его избранницей становится Кэрол — директор школы, где учится Чарли. Она отвечает ему взаимностью, но не верит тому, что он Санта. Хуже того, игрушечный дубликат выходит из-под контроля и, начиная считать, что все дети плохие, сам устраивает злодейский хаос. Скотт возвращается на полюс с помощью зубной феи и останавливает двойника, после чего женится на Кэрол и снова становится Сантой.

## В ролях
| Актёр            | Роль                                            |
| ---------------- | ----------------------------------------------- |
| Тим Аллен        | Скотт Кэлвин // Санта-Клаус // игрушечный Санта |
| Элизабет Митчелл | Кэрол Ньюман // Миссис Клаус                    |
| Эрик Ллойд       | Чарли Кэлвин                                    |
| Дэвид Крамхолц   | эльф Бернард                                    |
| Джадж Рейнхолд   | доктор Нил Миллер                               |
| Венди Крюсон     | Лора Миллер                                     |
| Спенсер Бреслин  | эльф Кёртис                                     |
| Лилиана Муми     | Люси Миллер                                     |
| Даниэль Вудман   | эльф Эбби                                       |
| Арт ЛаФлёр       | Зубная фея                                      |
| Кевин Поллак     | Амур                                            |
| Айша Тайлер      | Мать-Природа                                    |
| Джей Томас       | Пасхальный заяц                                 |
| Питер Бойл       | Отец-Время // первый Санта-Клаус                |
| Майкл Дорн       | Песочный человек                                |
| Виктор Брандт    | олень (голос)                                   |
| Боб Берген       | олень Комета (голос)                            |
| Кэт Сьюси        | олень Чет (голос)                               |
| Молли Шеннон     | Трейси                                          |